# مرلي بلاك
مرلي بلاك (بالإنجليزية: Merle Black)‏ هو عالم سياسة أمريكي، ولد في 1942.